# Élection présidentielle paluane de 2020
L'élection présidentielle paluane de 2020 se déroule les 22 septembre et 3 novembre 2020 afin élire le président des Palaos. Le second tour a lieu en même temps que les élections parlementaires.
Le président sortant Tommy Remengesau n'est pas rééligible, la constitution limitant à deux le nombre de mandats présidentiels consécutifs.
Surangel Whipps Jr émerge victorieux du second tour face à Raynold Oilouch.

## Contexte
Avec le retrait de la vie politique du président sortant Tommy Remengesau au terme de ses deux mandats constitutionnels, la présidentielle de 2020 voit s'affronter quatre candidats : le vice président et ministre de la justice Raynold Oilouch, les ex-sénateurs Alan Seid et Surangel Whipps Jr, ainsi que l'ex-président Johnson Toribiong,.

## Système électoral
Le président des Palaos est élu au scrutin uninominal majoritaire à deux tours pour un mandat de quatre ans renouvelable une seule fois de manière consécutive,. Il n'y a pas de parti politique aux Palaos, qui est une démocratie non partisane. Les candidats aux élections sont par conséquent tous indépendants.
Afin de pouvoir prétendre à la fonction de président, un candidat doit être citoyen des Palaos, avoir au moins 35 ans et avoir été résident des Palaos tout au long des 5 ans précédant l’élection .

## Résultats
| Candidats                | Candidats                | Partis                   | Premier tour | Premier tour | Second tour | Second tour |
| Candidats                | Candidats                | Partis                   | Voix         | %            | Voix        | %           |
| ------------------------ | ------------------------ | ------------------------ | ------------ | ------------ | ----------- | ----------- |
|                          | Surangel Whipps Jr       | Indépendant              | 3 546        | 46,30        | 5 699       | 56,71       |
|                          | Raynold Oilouch          | Indépendant              | 1 984        | 25,91        | 4 351       | 43,29       |
|                          | Johnson Toribiong        | Indépendant              | 1 145        | 14,95        |             |             |
|                          | Alan Seid                | Indépendant              | 983          | 12,84        |             |             |
|                          |                          |                          |              |              |             |             |
| Votes valides            | Votes valides            | Votes valides            | 7 658        | 98,76        | 10 050      | 98,49       |
| Votes blancs et nuls     | Votes blancs et nuls     | Votes blancs et nuls     | 96           | 1,24         | 154         | 1,51        |
| Total                    | Total                    | Total                    | 7 754        | 100          | 10 204      | 100         |
| Abstention               | Abstention               | Abstention               | 8 666        | 52,78        | 6 550       | 39,10       |
| Inscrits / participation | Inscrits / participation | Inscrits / participation | 16 420       | 47,22        | 16 754      | 60,90       |

## Conséquences
La présence d'un grand nombre de votes par correspondance ralentit fortement le dépouillement. Surangel Whipps Jr finit cependant par une obtenir une avance qui amène Raynold Oilouch à reconnaitre sa défaite le 5 novembre, seuls 2 000 bulletins restant à dépouiller contre une avance de 1200 voix à son opposant,